# Арцуґово
Арцуґово (пол. Arcugowo) — село в Польщі, у гміні Неханово Гнезненського повіту Великопольського воєводства.
Населення — 150 осіб (2011).
У 1975-1998 роках село належало до Познанського воєводства.

## Демографія
Демографічна структура станом на 31 березня 2011 року:
|          | Загалом | Допрацездатний вік | Працездатний вік | Постпрацездатний вік |
| -------- | ------- | ------------------ | ---------------- | -------------------- |
| Чоловіки | 75      | 16                 | 53               | 6                    |
| Жінки    | 75      | 18                 | 44               | 13                   |
| Разом    | 150     | 34                 | 97               | 19                   |